# Macromitrium fusco-aureum
Macromitrium fusco-aureum là một loài rêu trong họ Orthotrichaceae. Loài này được E.B. Bartram mô tả khoa học đầu tiên năm 1928.